# Хохлатая малайская сойка
Хохла́тая мала́йская со́йка (лат. Platylophus galericulatus) — вид птиц, единственный представитель одноимённого рода Platylophus и семейства Platylophidae. Выделяют четыре подвида.

## Описание
Длина тела 31—33 см. Окраска оперения от тёмно-рыжего до чёрного цвета, за исключением длинного белого пятна в форме полумесяца сбоку на шее и небольшой белой отметины за глазом. Длинный хохол состоит в основном из двух больших повёрнутых вперёд перьев. Эта корона из перьев подпрыгивает взад-вперёд, когда птица начинает издавать свои каркающие, звонкие звуки.

## Местообитание
Хохлатая малайская сойка обитает в тропических джунглях на низменности и в горных лесах на высоте до 800 м. Область распространения простирается от юго-западного Таиланда до Явы и Калимантана.

## Питание
Питается большими насекомыми и другими беспозвоночными, которых находит в листве деревьев на среднем уровне леса. Птица не боится ни человека, ни других животных, а в период насиживания даже нападает на людей, если те подходят слишком близко к местам гнездования.

## Размножение
Прочные чашеобразные гнёзда чаще строит между ветвями дерева. Кладка состоит из одного—двух яиц.